# 小林純生
小林 純生（こばやし すみお、1982年 - ）は、日本の現代音楽の作曲家、言語学者。日本大学芸術学部音楽学科専任講師。

## 略歴
三重県三重郡菰野町生まれ。父は言語学者。パリ国立高等音楽院でミシェル・メルレらに師事して作曲を学び、帰国後、一橋大学卒業。大学在学中から湯浅譲二に作曲を師事。前川喜久雄に師事して、一橋大学大学院言語社会研究科修士課程を経て、三重県私費海外留学生奨学金を受け、ケント大学ヨーロッパ文化・言語研究科博士課程で、言語学を専攻し音声学と音韻論を研究。Ph.D.を取得。作品は日本、韓国、ギリシャ、フランス、イギリスで紹介または演奏されている。日本大学芸術学部音楽学科講師を経て、2018年から同助教。2021年同専任講師。言語における詩を音楽で表す作風が評価されている。

## 受賞選
- TIAA全日本作曲家コンクール入選、2007年.[21]
- 日本音楽コンクール入選, 2009年.[22]
- ICOMS国際作曲コンクール第二位, 2011年.[23]
- ユンイザン国際作曲コンクール慶尚南道特別賞, 2011年.[24]
- アルヴァレス室内オーケストラ国際作曲コンクールMullord Award, 2012年.[25]
- Synthermia国際作曲コンクール入選, 2012年.[26]
- 武満徹作曲賞第二位, 2013年.[27]
- 第6回カザルス国際作曲コンクール第二位, 2015年.[28]
- 第11回四川音楽学院Sun River国際作曲コンクール佳作, 2015年.[29]
- VIA-NOVA主催ワイマール国際作曲コンクール第三位, 2016年.[30]
- Busan Maru International Composition Competition第一位, 2016年.[31]
- 欧州文化首都ブロツワフ国際作曲コンクール第一位[32], 2016年.
- デュエ・アゴースト・国際作曲コンコルソ佳作[33], 2017年.
- 三重県文化賞新人賞, 2022年.[34][35]